# Райлі (Альберта)
Райлі (англ. Ryley) — село в Канаді, у провінції Альберта, у складі муніципального району Бівер.

## Населення
За даними перепису 2016 року, село нараховувало 483 особи, показавши скорочення на 2,8%, порівняно з 2011-м роком. Середня густина населення становила 185,3 осіб/км².
З офіційних мов обидвома одночасно володіли 10 жителів, тільки англійською — 470. Усього 35 осіб вважали рідною мовою не одну з офіційних, з них 5 — українську.
Працездатне населення становило 235 осіб (62,7% усього населення), рівень безробіття — 10,6% (15,4% серед чоловіків та 0% серед жінок). 85,1% осіб були найманими працівниками, а 14,9% — самозайнятими.
Середній дохід на особу становив $42 448 (медіана $31 936), при цьому для чоловіків — $55 717, а для жінок $28 313 (медіани — $44 416 та $21 920 відповідно).
18,9% мешканців мали закінчену шкільну освіту, не мали закінченої шкільної освіти — 29,7%, 51,4% мали післяшкільну освіту, з яких 23,7% мали диплом бакалавра, або вищий.
| Статево-вікова структура населення | Статево-вікова структура населення | Статево-вікова структура населення | Статево-вікова структура населення | Статево-вікова структура населення |
| ---------------------------------- | ---------------------------------- | ---------------------------------- | ---------------------------------- | ---------------------------------- |
|                                    |                                    |                                    |                                    |                                    |
| Всього                             | Всього                             | 52,6%47,4%                         |                                    |                                    |
| 0 — 14 років                       | 0 — 14 років                       |                                    | 16,5%                              | 16,5%                              |
| 15 — 64 років                      | 15 — 64 років                      |                                    | 60,8%                              | 60,8%                              |
| 65 і більше                        | 65 і більше                        |                                    | 22,7%                              | 22,7%                              |
| 85 і більше                        | 85 і більше                        |                                    | 1%                                 | 1%                                 |
| Середній вік (років)               | Середній вік (років)               | 40,845,4                           | 43,0                               | 43,0                               |
| Медіана (років)                    | Медіана (років)                    | 43,050,8                           | 45,6                               | 45,6                               |
| — чоловіки — жінки                 |                                    |                                    |                                    |                                    |

| Походження мешканців:     | Походження мешканців:     | Походження мешканців: | Походження мешканців: | Походження мешканців: |
| ------------------------- | ------------------------- | --------------------- | --------------------- | --------------------- |
| Походження                |                           |                       | осіб                  | %                     |
| Корінні американці        | Корінні американці        |                       | 60                    | 12.9%                 |
| Інше північноамериканське | Інше північноамериканське |                       | 165                   | 35.48%                |
| Європейське               | Європейське               |                       | 375                   | 80.65%                |
| британське                | британське                |                       | 250                   | 53.76%                |
| французьке                | французьке                |                       | 65                    | 13.98%                |
| українське                | українське                |                       | 55                    | 11.83%                |
| Карибське                 | Карибське                 |                       | 10                    | 2.15%                 |
| Азійське                  | Азійське                  |                       | 15                    | 3.23%                 |

| Зайнятість населення за галузями (за класифікацією NOC): | Зайнятість населення за галузями (за класифікацією NOC): | Зайнятість населення за галузями (за класифікацією NOC): | Зайнятість населення за галузями (за класифікацією NOC): | Зайнятість населення за галузями (за класифікацією NOC): |
| -------------------------------------------------------- | -------------------------------------------------------- | -------------------------------------------------------- | -------------------------------------------------------- | -------------------------------------------------------- |
|                                                          |                                                          |                                                          |                                                          |                                                          |
| Управління                                               | Управління                                               |                                                          | 8,5%                                                     | 8,5%                                                     |
| Бізнес, фінанси та адміністрування                       | Бізнес, фінанси та адміністрування                       |                                                          | 21,3%                                                    | 21,3%                                                    |
| Охорона здоров'я                                         | Охорона здоров'я                                         |                                                          | 10,6%                                                    | 10,6%                                                    |
| Освіта, правозахист, муніципальні та урядові служби      | Освіта, правозахист, муніципальні та урядові служби      |                                                          | 4,3%                                                     | 4,3%                                                     |
| Мистецтво, культура, відпочинок та спорт                 | Мистецтво, культура, відпочинок та спорт                 |                                                          | 4,3%                                                     | 4,3%                                                     |
| Роздрібна торгівля та послуги                            | Роздрібна торгівля та послуги                            |                                                          | 10,6%                                                    | 10,6%                                                    |
| Гуртова торгівля, транспорт та обладнання                | Гуртова торгівля, транспорт та обладнання                |                                                          | 29,8%                                                    | 29,8%                                                    |
| Природні ресурси, сільське господарство                  | Природні ресурси, сільське господарство                  |                                                          | 4,3%                                                     | 4,3%                                                     |
| Виробництво                                              | Виробництво                                              |                                                          | 6,4%                                                     | 6,4%                                                     |

## Клімат
Середня річна температура становить 2,4°C, середня максимальна – 21,1°C, а середня мінімальна – -20,4°C. Середня річна кількість опадів – 431 мм.
| Клімат поселення                              | Клімат поселення | Клімат поселення | Клімат поселення | Клімат поселення | Клімат поселення | Клімат поселення | Клімат поселення | Клімат поселення | Клімат поселення | Клімат поселення | Клімат поселення | Клімат поселення | Клімат поселення |
| Показник                                      | Січ.             | Лют.             | Бер.             | Квіт.            | Трав.            | Черв.            | Лип.             | Серп.            | Вер.             | Жовт.            | Лист.            | Груд.            |                  |
| Середній максимум, °C                         | −7,54            | −4,36            | 1,25             | 10,39            | 16,66            | 20,96            | 21,06            | 20,32            | 15,05            | 9,20             | −0,79            | −7,04            |                  |
| Середня температура, °C                       | −13,97           | −10,78           | −5,17            | 3,96             | 10,25            | 14,53            | 16,38            | 15,65            | 10,38            | 4,51             | −5,47            | −11,72           |                  |
| Середній мінімум, °C                          | −20,4            | −17,21           | −11,6            | −2,47            | 3,82             | 8,11             | 11,71            | 10,97            | 5,70             | −0,15            | −10,14           | −16,39           |                  |
| Норма опадів, мм                              | 19               | 13               | 20               | 26               | 43               | 74               | 85               | 60               | 42               | 17               | 17               | 15               |                  |
| Середньомісячна швидкість вітру, м/с          | 3.30             | 3.29             | 3.40             | 3.70             | 3.80             | 3.50             | 3.20             | 3.02             | 3.20             | 3.40             | 3.50             | 3.38             |                  |
| Середньомісячна сонячна радіація, кДж/м²·день | 3542             | 7136             | 12224            | 17412            | 20672            | 21978            | 22349            | 18716            | 12734            | 7605             | 3830             | 2607             |                  |
| --------------------------------------------- | ---------------- | ---------------- | ---------------- | ---------------- | ---------------- | ---------------- | ---------------- | ---------------- | ---------------- | ---------------- | ---------------- | ---------------- | ---------------- |
| Джерело:                                      |                  |                  |                  |                  |                  |                  |                  |                  |                  |                  |                  |                  |                  |